# Caserío Arrizuriaga Goikoa
El caserío Arrizuriaga Goikoa de Busturia (Vizcaya, España) es un típico caserío vizcaíno que se encuadra tipológicamente en el grupo de caseríos de postes con soportal arquitrabado, con una cronología anterior a último tercio del siglo XVII. 
El caserío responde en líneas generales a modelos del XVII con algunas modificaciones consecuencia de su adaptación al uso, y también restos que pueden relacionarse con una cronología anterior. La edificación mantiene sus características volúmetricas y estructurales originales con la magnífica estructura lígnea de postes enterizos visible en fachada, que caracteriza a estos caseríos del XVII.

## Descripción
Presenta planta profunda con fachada principal orientada al este y cuenta en alzado con planta baja, primera y desván. La cubierta se organiza en dos grandes faldones dispuestos en fondo y apoyados en una cumbrera central perpendicular a fachada. La fábrica de la edificación es de mampostería de grueso espesor con entramado en parte anterior, enfoscada la fachada principal y presentando sillares encadenados en esquinal izquierdo de portalón. El alero presenta amplio vuelo con tornapuntas que apean a postes de fachada.
La fachada principal se organiza en tres cuerpos diferenciados con cuatro postes verticales sobre basas pétreas, dos esquineros y dos flanqueando el soportal, que desde el suelo llegan hasta armadura de cubierta. En cuerpo lateral izquierdo el grueso paño de mampostería encubre los postes según modelos habituales de caseríos del XVI, caracterizados por los muros en planta baja salientes con relación a cuerpo central. Sin embargo la parte derecha, que ha perdido su primera crujía, parece responder al tipo de caserío del XVII, de fachada plana con muro entre los postes de madera. Entre los dos postes centrales se asienta la gran viga carrera del soportal que apoya en parteluz de toscana con éntasis en fuste. Esta columna, monolítica desde la basa, se levanta sobre pódium poligonal y lleva cruz y fecha -1809- en el capitel. Sobre el soportal, en primera planta se abren tres vanos, el central puerta balconera que da acceso al balcón con repisa de madera y barandilla simple de forja de esta primera planta. En el desván presenta los habituales huecos de ventilación y en los dos cuerpos laterales se abren vanos en planta baja y primera de irregular distribución. En fachada lateral izquierda, se anexa pequeño cobertizo y enfrente del caserío se ubica la sencilla edificación destinada a horno.